# Andrea Romano
Andrea Romano (Livorno, 10 maggio 1967) è un politico e storico italiano.
È stato direttore di Democratica, giornale online del Partito Democratico dopo la dismissione de l'Unità.

## Biografia
Andrea Romano frequenta la scuola dai salesiani nella sua città natale, Livorno, nel 1992 si laurea in storia all'Università di Pisa, nel 1993 è borsista della Fondazione Luigi Einaudi di Torino e, successivamente, consegue un dottorato di ricerca in Crisi e trasformazioni della società a Torino.
In seguito si trasferisce a Mosca, dove impara il russo, per approfondire i propri studi sulla formazione del sistema stalinista degli anni '30 e sui rapporti tra partito bolscevico e società rurale. Dopo la Russia torna in Italia da ricercatore per la Fondazione Istituto Gramsci, dal 1993 al 1998.
In seguito diventa responsabile della saggistica di Giulio Einaudi Editore, che lascerà per diventare consulente della Marsilio.
Dal 2009 è professore associato di storia contemporanea presso l'Università degli Studi di Roma Tor Vergata.
Ha scritto per testate come L'Unità, Il Post, La Stampa, Il Riformista e Il Sole 24 Ore, e da novembre 2022 collabora con La Repubblica.
Dopo aver mancato la rielezione alla Camera nel 2022, diventa opinionista a Mediaset.

## Attività politica
Dal 1994 al 1996 è stato iscritto al Partito Democratico della Sinistra, sposando l'allora linea politica socialdemocratica, blairiana e liberale del segretario di allora Massimo D'Alema.
È stato dal 2005 al 2009 direttore della fondazione Italianieuropei, presieduta da Massimo D'Alema.
Durante il primo e secondo governo presieduti da Massimo D'Alema collabora con l'allora sottosegretario di Stato al Ministero degli affari esteri Umberto Ranieri.
Dal 2009 fino al 2013 è stato direttore dell'associazione politico-culturale think tank centrista Italia Futura di Luca Cordero di Montezemolo, approdando poi a inizio 2013 nel nuovo partito del premier uscente Mario Monti Scelta Civica.

### Elezione a deputato
Alle elezioni politiche del 2013 è candidato alla Camera dei Deputati nella circoscrizione Toscana come capolista di Scelta Civica per l'Italia, venendo eletto deputato della XVII Legislatura.
Condivide l'agenda del senatore Mario Monti che «incarna l'Italia delle trasformazioni forti e dolorose: un centrismo riformista che non sia conservazione e palude». Si definisce un riformista.
Dal 10 dicembre 2013 al 4 giugno 2014 è stato capogruppo di Scelta Civica per l'Italia alla Camera dei Deputati.
Il 21 ottobre 2014 lascia il partito e il gruppo parlamentare di Scelta Civica, passando al gruppo misto e comunicando la propria intenzione futura di aderire al Partito Democratico (PD). In seguito, il 27 ottobre aderisce ufficialmente al PD, seguendo l'auspicio del segretario PD Matteo Renzi, che aveva auspicato l'evoluzione del PD in un grande "Partito della Nazione" capace di tenere insieme personalità diverse come l'area moderata centrista di Romano (ex Scelta Civica) e quella più radicale e di sinistra di Gennaro Migliore (ex SEL).
Il 18 maggio 2015 viene nominato sub-commissario del Partito Democratico per il XIII municipio di Roma.
Il 17 settembre 2016 diventa co-direttore del quotidiano L'Unità, in affiancamento a Sergio Staino, incarico che gli viene revocato il 29 aprile 2017.
Il 30 giugno 2017 viene nominato direttore di Democratica, il nuovo quotidiano online del PD.

### Rielezione col PD
Alle elezioni politiche del 2018 viene ricandidato alla Camera nel collegio uninominale Toscana - 13 (Livorno), per la coalizione di centro-sinistra in quota PD, ottenendo il 31,90% e superando Lorenzo Gasperini del centrodestra (28,75%) e Giulio La Rosa del Movimento 5 Stelle (27,88%), viene dunque rieletto.
Nella XVIII legislatura della Repubblica è stato componente della 9ª Commissione Trasporti, poste e telecomunicazioni, della Commissione parlamentare di vigilanza Rai, del Comitato per la comunicazione e l'informazione esterna, della 3ª Commissione Affari esteri e comunitari, in sostituzione del Ministro della Difesa Lorenzo Guerini durante il Governo Conte II, e presidente della seconda Commissione parlamentare d'inchiesta sulle cause del disastro della nave "Moby Prince".
In vista delle elezioni primarie del PD del 2019 sostiene la mozione del segretario uscente Maurizio Martina, ex ministro delle politiche agricole nei governi Renzi e Gentiloni e rappresentante l'area "filo-renziana" del partito, che risulterà perdente arrivando secondo con il 22% dei voti dietro a Nicola Zingaretti (66%). Successivamente aderisce alla corrente interna del PD "Base Riformista", di stampo riformista e centrista, guidata da Lorenzo Guerini e Luca Lotti, di cui diventa portavoce nazionale.
A giugno 2020 è tra i principali sostenitori tra i deputati della campagna "IoColtivo" in merito alla legalizzazione della cannabis, sebbene ciò provochi reazioni contrastanti all'interno della stessa maggioranza riguardo alla modalità scelta.
Alle elezioni politiche del 2022 viene ricandidato alla Camera nel collegio uninominale Toscana - 05 (Livorno), ottenendo il 33,81% e venendo sconfitto dall’avversaria del centro-destra, in quota forzista, Chiara Tenerini (35,91%) per 3.501 voti, non risultando quindi rieletto.

## Vita privata
Aveva un figlio, Dario, avuto dal suo primo matrimonio con Costanza Craveri, disabile dalla nascita e deceduto il 22 febbraio 2021 per un arresto cardiaco all'età di 24 anni. Dal matrimonio con Costanza sono nati anche Guido ed Elena, seguiti poi dalla figlia Nina nata dall'unione con Francesca Santolini. 
Da dicembre 2020 è sposato con la giornalista Sara Manfuso, ex modella ed ex compagna dell’ex deputato PD/Articolo Uno Alfredo D'Attorre.

## Opere
- Contadini in uniforme. L'Armata Rossa e la collettivizzazione delle campagne nell'URSS, Firenze, Leo S. Olschki, 1999.
- Russia in the Age of Wars 1914-1945 (con Silvio Pons), Fondazione Giangiacomo Feltrinelli, Annali XXXIV, Milano, Feltrinelli, 2000.
- Lo Stalinismo. Un'interpretazione storica, Milano, Bruno Mondadori Editore, 2002.
- The Boy. Tony Blair e i destini della sinistra, Milano, Mondadori, 2005.
- Compagni di scuola. Ascesa e declino dei postcomunisti, Milano, Mondadori, 2007.
- Il partito della nazione. Cosa ci manca e cosa no del comunismo italiano, Roma, Paesi Edizioni, 2020.
- Futura Umanità. Storia della sinistra raccontata ai miei figli, Milano, Piemme, 2023.